# 뉴질랜드 대의원
뉴질랜드 대의원(영어: New Zealand House of Representatives)은 뉴질랜드의 입법부이다.